# René (série télévisée, 2006)
Pour les articles homonymes, voir René Lévesque (homonymie) et Lévesque.
René, puis René : Le Destin d'un chef, est une mini-série québécoise tournée en anglais et en français. La première mini-série de 280 minutes a été écrite par Geneviève Lefebvre, réalisée par Giles Walker et diffusée entre le 7 et le 21 septembre 2006 sur le réseau CBC et entre le 14 et le 28 septembre 2006 à la Télévision de Radio-Canada,.
La deuxième mini-série intitulée René : Le Destin d'un chef de quatre épisodes a été réalisée par Pierre Houle et diffusée entre le 25 mars et le 15 avril 2008 à Radio-Canada.

## Synopsis
La mini-série relate la vie de l'ancien premier ministre du Québec et fondateur du Parti québécois, René Lévesque.

## Fiche technique
- Scénariste : Geneviève Lefebvre (saisons 1 et 2), Jacques Savoie (saison 2)
- Réalisation : Giles Walker (saison 1), Pierre Houle (saison 2)
- Société de production : Ciné Télé Action

## Distribution
- Emmanuel Bilodeau : René Lévesque
- Lucie Laurier : Corinne Côté-Lévesque
- Pierre Gendron : Pierre Elliott Trudeau
- Frank Schorpion : Eric Kierans
- François Chénier : Claude Charron
- Marie Tifo : Diane Dionne Lévesque
- Jacques Lussier : Jean-Roch Boivin
- Denis Michaud : Marc-André Bédard

### Première saison seulement
- Pascale Bussières : Louise L'Heureux
- Dan Bigras : Jean « Johnny » Rougeau
- Gilles Renaud : Jean Lesage
- Yves Jacques : Doris Lussier
- Évelyne Rompré : Marie Lalonde
- Roger Léger : Jean Marchand
- Roc LaFortune : Gérard Pelletier
- Pierre Brassard : Robert Bourassa
- Patrice Godin : Jacques Parizeau
- Vincent Bilodeau : Georges-Émile Lapalme
- Daniel Gadouas : Azellus Denis
- Benoit Brière : Arsène Gagné
- Geneviève Brouillette : Denise Pelletier
- Pierre Collin : Détective Lebrun
- Dino Tavarone : Tailleur Andolini
- Patrice Bissonnette : journaliste au congrès
- Guillaume Champoux : Pierre Clément
- Gilbert Comtois : entrepreneur Larouche
- Stéphan Côté : Gilles
- Normand Bissonnette : André Rousseau
- Tony Conte : Pierre Laporte
- Jean-Marc Dalphond : Fernand
- Vincent-Guillaume Otis : Paul Rose
- Sophie Bourgeois : Alice Amyot
- Michel Albert : Marc Brière
- Richard Barrette : directeur de l'hospice
- Sophie Naubert : Suzanne Lévesque - 5 ans
- Serge Bonin : Éric Gourdeau
- Alexander Bisping : Jean-Noël Tremblay
- Danny Gilmore : Claude Sylvestre
- Pier Paquette : François Aquin
- Sylvain G. Bissonnette : Irénée Lapierre
- Vincent Leclerc : Michel Bélanger
- Roxan Bourdelais : Pierre Lévesque 10-12 ans
- Terence Bowman : Journaliste anglais
- Larry Day : John Starnes (GRC)
- Garth Gilker : Un employé d'élection
- Jean Pearson : journaliste au Parlement du Québec.
- Philippe Lambert : Daniel Johnson (père)
- Chanel Petit : Frances Le Grand
- Arthur Holden : George Marler
- Emmy Fleury : Suzanne Lévesque
- André Nadeau : Un felquiste
- Julie La Rochelle : Denise Denault

### Deuxième saison seulement
- Germain Houde : Jacques Parizeau
- Guy Nadon : Claude Morin
- Simon Fortin : Louis Bernard
- Sébastien Delorme : Michel Carpentier
- Benoît Gouin : Camille Laurin
- Dominique Pétin : Lise Payette
- François Létourneau : Pierre Marc Johnson
- Sébastien Dhavernas : Robert Bourassa
- Paul Doucet : Yves Michaud
- Anick Lemay : Loraine Lagacé
- Michel-André Cardin : Claude Ryan
- Guy Richer : Jean Chrétien
- Richard Thériault : Jean-Guy Guérin
- Michel Charette : Jean Garon
- Johanne Marie Tremblay : Alice Lemieux-Lévesque
- Emmanuel Bédard : Yvon Charbonneau
- Jean Harvey : Conrad Sioui
- Michel Houde : policier Patenaude
- Philippe Soucy : journaliste
- Étienne Charron : fils de René
- Norman Helms : Robert Burns
- Michel Monty : Jacques Morency
- Jonathan Gagnon : Caporal Lortie
- Stéphan Allard : Bernard Landry
- Sylvain Massé : ouvrier
- Richard Fréchette : Jacques Vallée
- Geneviève Alarie : Marie-Josée

## Commentaires
- La première mini-série a été un échec lors de sa diffusion en anglais sur la CBC.

## DVD
La première mini-série est disponible en DVD depuis le 7 novembre 2011.